# Misty (canción)
"Misty" (inglés: Brumoso) es la tercera canción del álbum 50 Words for Snow de la cantante, compositora y productora británica Kate Bush. Es la canción más larga del álbum, con una duración de 13 minutos y fracción.

## Composición
Al igual que el resto del álbum, es una canción de tiempo lento con énfasis en la voz y el piano, siendo acompañados por una percusión de estilo jazz rock. Las letras hablan de una persona (una mujer específicamente) que al intentar dormir descubre que ha entrado un muñeco de nieve por la ventana y se queda a su lado. El clímax de la obra sucede cuando el muñeco se empieza a disolver y la persona se desespera al despertar a la mañana siguiente sin encontrarlo.

## Vídeo musical
Como parte del proyecto animado de 50 Words for Snow, "Misty" posee un vídeo animado con una duración de 2:25 disponible en YouTube bajo el nombre de "Mistraldespair". En el vídeo se presenta la parte medular de la historia, desde que la joven encuentra al muñeco de nieve a su lado hasta que este se empieza a derretir y la mujer se queda solamente con su cabeza.

## Recepción y crítica
Zach Schonfeld de Pop Matters escribió: "A los 13 minutos, 'Misty' podría beneficiarse más con una edición, pero su poderoso y llamativo clímax —en el que una relación fugaz con un muñeco de nieve se disuelve, literalmente, demasiado pronto— recompensa la espera".
Thom Jurek de Allmusic comentó: "A pesar de su premisa poco probable, el gran anhelo expresado en la voz de Bush —acompañada por el bajista Danny Thompson— es convincente. Su piano de jazz aborda a Vince Guaraldi en su empeine. El sujeto está tan poseído por el objeto de su deseo, las sábanas empapadas, pero vacías en la mañana la impulsa a la repisa de la ventana para buscar a su amante fundido en el paisaje de invierno".
Jude Rogers de BBC criticó positivamente la canción, diciendo que "sus 13 minutos son fascinantes".

## Producción
- Kate Bush - compositora, productora
- Doug Sax, James Guthrie - masterización

## Personal
- Kate Bush - voz principal, coros, teclados
- John Giblin - bajo
- Del Palmer - campanas
- Steve Gadd - batería
- Andy Fairweather Low - coros